# Vassal
Vassal is een plaats (freguesia) in de Portugese gemeente Valpaços en telt 504 inwoners (2001).